# Beothuk

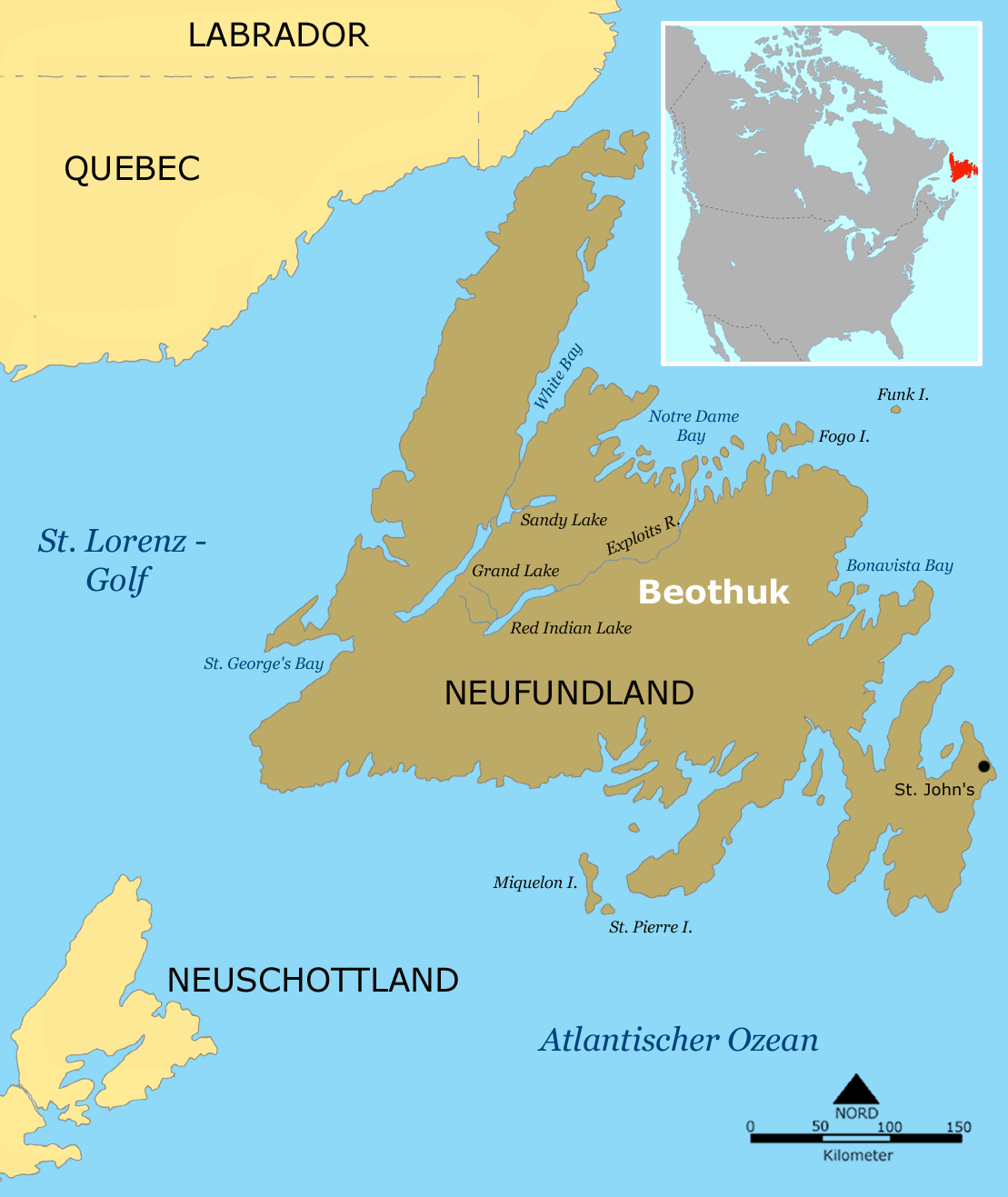
Ehemaliges Wohngebiet der Beothuk

Die Beothuk oder Pi'tow'ke („flussaufwärts“, aus dem Mi’kmaq Pi'tow'ke waq na nin „Wir kommen vom Land flussaufwärts“) waren ein vermutlich Algonkin sprechendes indianisches Volk auf der Insel Neufundland vor der Ostküste Nordamerikas. Die letzten Beothuk lebten zu Beginn des 19. Jahrhunderts und sind möglicherweise nach Norden zu ihren indianischen Verbündeten in Labrador, den Innu, gezogen. Sie gelten seit 1829 als ausgestorben.

## Name
Der Name Beothuk taucht vor dem Ende des 18. Jahrhunderts nicht auf, bis Wörter aus ihrer Sprache von gefangenen Indianern gesammelt wurden. Bis dahin und sogar noch nach dieser Zeit waren die Beothuk wegen ihres großzügigen Gebrauchs von rotem Ocker nur als Red Indians bekannt. Die Schreibweise war unterschiedlich und umfasste Bethuk, Beothuk, Beothuc, Beothuck, Beothick, Boeothuck, Boeothick, Boethick, Behathook und Beathook. Die heutige Schreibweise ist Beothuk oder Beothuck.
Die Bezeichnung Red Skin hingegen taucht erstmals 1769 in den Quellen auf, und zwar als Selbstbezeichnung und Abgrenzung gegenüber den Europäern, die nach Nordamerika kamen.

## Sprache und Wohngebiet
Durch das isolierte Wohngebiet der Beothuk unterschied sich ihre Sprache von ihren Nachbarn auf dem Festland. Eine entfernte Verwandtschaft könnte zum Algonkin-Dialekt der Naskapi und Montagnais in Québec und Labrador bestanden haben. Das Wissen über ihre Sprache basiert auf vier kurzen Wörtersammlungen, die von gefangenen Beothuk stammen. Sie umfassen insgesamt mehr als 400 lexikale Begriffe. Die Qualität und Anzahl der Aufzeichnungen lässt keine Schlüsse auf eine Standard-Orthographie für Beothuk-Wörter zu.
Obwohl die Beothuk einst das gesamte Neufundland bewohnt hatten und auch Verbindungen zu Labrador unterhielten, stammen die meisten Informationen von einer Gruppe, die sich während des 18. und frühen 19. Jahrhunderts am Exploits River aufhielt. Dieses Volk bewohnte während des Herbstes und frühen Winters das östliche Ende des Beothuk Lake (bis November 2021 offiziell „Red Indian Lake“) und verteilte sich für den Rest des Jahres am nahegelegenen Ostufer des Sees. Vom See aus war es leicht möglich, auf verschiedenen Routen zur Ostküste und auch zur Süd- oder Westküste zu kommen.

## Beziehungen zu Nachbarn und Europäern
Vor der Ankunft der Europäer waren die Beothuk die Herren ihrer Insel. Sie hatten eine besondere Abneigung gegen Eskimos, die sie als Vierpfoten (engl. Fourpaws) verspotteten, und es bestand eine traditionelle Feindschaft zwischen den Beothuk und den Labrador-Eskimos.
Die Beothuk fürchteten die Abenaki und Mi'kmaq aus dem Westen und die Innu aus dem Norden aufgrund ihrer kämpferischen Fähigkeiten. Gleichwohl pflegten sie freundschaftliche Beziehungen zu den Montagnais (allerdings nur zu ihnen), von denen sie Steinäxte und andere Werkzeuge übernahmen, und beide Gruppen besuchten sich gegenseitig. Man vermutet, dass die letzten überlebenden Beothuk sich den Montagnais in Labrador angeschlossen haben könnten.
Die Ankunft der Weißen störte das Gleichgewicht zwischen den Stämmen der Region empfindlich, als die Mi'kmaq mit Feuerwaffen ausgerüstet wurden. Die Beothuk vermieden den Kontakt zu den Weißen, deshalb blieben sie auch weitgehend von europäischen Krankheiten verschont, von denen die meisten anderen Stämme in regelmäßigen Abständen heimgesucht wurden. Im späten 17. Jahrhundert kam es zu kriegerischen Auseinandersetzungen. Die Franzosen setzten Prämien für die Köpfe von Beothuk aus, weil sie über deren Diebstähle erbost waren. In der Nähe der St. George’s Bay entdeckten die Beothuk eine Gruppe von Mi'kmaq im Besitz derartiger Beothuk-Köpfe und brachten sie um. Den nachfolgenden Krieg zwischen beiden Stämmen konnten die Mi'kmaq aufgrund ihrer Feuerwaffen siegreich beenden und zwangen die Beothuk, sich in das Innere der Insel zurückzuziehen. Am Ende des 18. Jahrhunderts fand man die Beothuk nur noch im südlichen und westlichen Teil der Insel. Auch das Landesinnere bot keine Sicherheit mehr, weil Expeditionen der Europäer sie am Red Indian Lake aufspürten. Danach verliert sich die Spur der letzten Beothuk, die vermutlich die Insel verließen und zu den Montagnais zogen.

## Kultur

### Lebensunterhalt

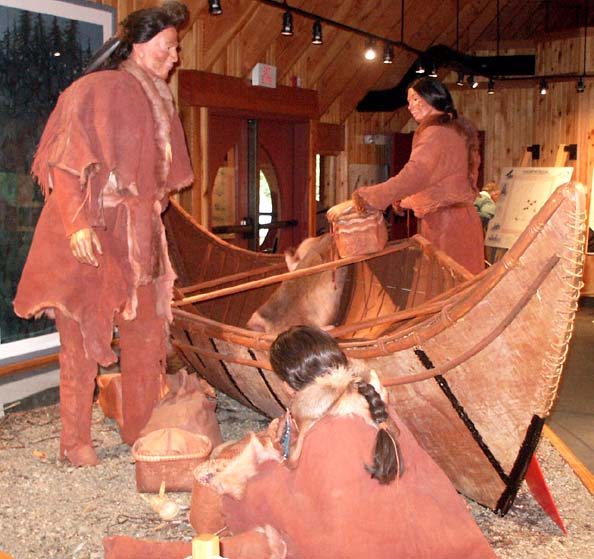
Beothuk, Boyd’s Cove Beothuk Site Museum

Das Klima auf Neufundland ließ keinen Maisanbau zu, deshalb waren die Beothuk Halbnomaden und lebten hauptsächlich vom Fischfang und von der Jagd. Die Beothuk verbrachten den Sommer in Lagern an der Küste, wo sie fischten, jagten und andere Nahrung sammelten. Im Winter zogen sie in das Landesinnere, doch es gab auch Gruppen, die das ganze Jahr über an der Küste lebten.
Auf Neufundland gab es nicht viele Landtiere, das wichtigste davon war das Karibu, das mit Speeren erlegt wurde. Die Beothuk machten auch Jagd auf Vögel und kleine Tiere, die mit Schlingen gefangen oder mit Pfeil und Bogen erlegt wurden. Robben und kleine Wale wurden harpuniert. Außerdem gehörten Schalentiere, essbare Wurzeln, das Innere von Rinden und Vogeleier zur Nahrung der Beothuk. Es gab auch Expeditionen nach Funk Island, etwa 60 Kilometer nordöstlich jenseits des Horizonts. Von dort kehrten die Kanus vollgeladen mit Vogeleiern zurück, die für den späteren Verzehr hart gekocht wurden.
Im Winter konzentrierten sich die Männer der Beothuk auf das Erlegen der in Herden wandernden Karibus, die innerhalb von ausgedehnten Wildzäunen am Exploits River gefangen wurden. Die Hauptarbeit war das Verarbeiten und Lagern von Hunderten von Kadavern. Das Fleisch wurde entweder eingefroren oder geräuchert, in Rinde verpackt und in Schneewällen oder Hütten gelagert. Doch Wild gab es nur in begrenzter Anzahl. In späteren Jahren konnten die Beothuk die Küste nicht mehr erreichen, was vermutlich einer der Gründe für das Verlassen der Insel war. Der Grund für das Aussterben der Beothuk waren weniger Krankheiten und Kriege, sondern vielmehr der Mangel an Nahrung.

### Wohnkultur
Die Beothuk wohnten in Wigwams, deren Wände aus Stangen bestanden und mit überlappender Birkenrinde bedeckt waren. Eine Öffnung in der Spitze der konischen Behausung sorgte für den Abzug des Rauchs aus der zentralen Feuerstelle. Es gab auch größere viereckige Konstruktionen, die in den Sommermonaten genutzt wurden. Getrocknete Lebensmittel lagerte man auf Ablagen im oberen Bereich des Wigwams. Karibufelle dienten zum Verschließen der Eingänge. Typisch waren die Schlafplätze, die in Gruben des Wigwambodens lagen. Diese Wigwams konnten von 12 bis 15 Personen bewohnt werden. Zur Aufbewahrung von Lebensmitteln gab es Lagerhäuser, die entweder konisch oder mit einem Firstdach bedeckt waren. Im Innenraum fand man Gestelle zum Trocknen von Lachs oder zum Lagern von Beinknochen der Karibus, die essbares Knochenmark enthielten.
Man nahm Dampfbäder in speziellen Hütten, bestehend aus einem halbrunden Rahmen, der mit Fellen bedeckt war. Zur Dampferzeugung goss man Wasser auf große heiße Steine.
Beim Tod eines Stammesangehörigen stellte man einen hölzernen Behälter oder Sarg auf eine niedrige Plattform. Es gab auch besondere Hütten, in denen der Tote auf dem Boden gebettet wurde. Die Beothuk beerdigten ihre Toten in Höhlen und Felsspalten, im Boden oder unter einem Steinhaufen, der Leichnam konnte in ausgestreckter, gekrümmter oder auch in sitzender Stellung beigesetzt werden.

### Kleidung und Verzierungen
In zeitgenössischen Berichten fällt auf, dass immer vom großzügigen Gebrauch des roten Ockers die Rede ist. Die Beothuk mischten das rote Pulver mit Fischöl oder Fett und schmierten die Substanz buchstäblich über alles. Sie färbten die Haare, das Gesicht, den Körper und auch die Kleidung und Ausrüstung, so dass Weißen dieser Brauch als Unterscheidungsmerkmal gegenüber anderen Stämmen diente. Der Begriff Rothaut (engl. Redskin) stammt daher und wurde später auf alle Indianer übertragen.
Oft waren die Beothuk mit einem rechteckig geformten Umhang bekleidet, der aus zwei zusammengenähten Karibufellen bestand. Kleinkinder wurden in einer Schlinge auf dem Rücken der Frauen getragen. Um besser mit Pfeil und Bogen schießen zu können, waren die Männer auf der Jagd auf der rechten Schulter unbekleidet. Die meisten Kleidungsstücke waren aus Leder, wie Leggings, Handschuhe, Mützen und Mokassins. Häufig wurde das Fell nach innen getragen, während man die Außenseite eingeölt und mit rotem Ocker beschmiert hatte.

### Fortbewegungsmittel
Im Winter trugen die Beothuk Schneeschuhe und benutzten Schlitten zum Transport von erlegtem Wild und gelegentlich auch von Personen. Das zerlegte Wild wurde in Birkenrinde verpackt, transportiert und gelagert. Am Exploits River fand man bei den Lagerhäusern einfache Flöße aus Baumstämmen, die auch zum Transport der bis 90 kg schweren Fleischpakete gedient hatten.
Birkenrinden-Kanus waren aber das wichtigste Transportmittel der Beothuk, sowohl in den Küstengewässern als auch auf Binnenseen und Flüssen. Es gab so genannte Portagen, an denen die Kanus über eine Landstrecke getragen werden mussten. Die Kanus der Beothuk waren bis zu 20 Fuß (ca. 6,20 m) lang, relativ breit und bestanden aus Birkenrinde. Für Fahrten auf dem offenen Meer wurden sie mit schweren Steinen als Ballast und mit einem Kiel versehen. Zur Fortbewegung benutzte man Paddel oder manchmal sogar Segel. Beothuk waren tüchtige Seeleute, die von Neufundland nach Funk Island fuhren und außerdem die Straße von Belle Isle überquerten. Auf Gewässern des Binnenlandes benutzte man wahrscheinlich andere Kanus, bei denen anstelle von Rinde elastisches Karibu-Leder für die Außenverkleidung verwendet wurde.

### Materialkultur
Obwohl die Beothuk den Kontakt zu den Europäern vermieden, waren sie sehr an deren Gütern interessiert – so ersetzten sie auch bald die traditionellen Materialien durch Metall. Sie trieben aber keinen Handel mit den Weißen – alles Metall in ihrem Besitz war von Europäern gestohlen. Die meisten archäologischen Fundstätten auf Neufundland weisen auf die Existenz europäischer Güter hin, wie zum Beispiel Segel, Äxte und Messer, es gab jedoch keinerlei Feuerwaffen. Man fand in ihren ehemaligen Lagern Hunderte von alten Nägeln, die zu Pfeilspitzen verarbeitet wurden.
Die traditionellen Waffen für Jagd und Kriegsführung bestanden aus Pfeil und Bogen, Speeren, Äxten, Messern und Keulen. Die Klingen und Pfeilspitzen bestanden aus Flint, Feuerstein oder Knochen. Die Bogen hatten eine Länge von etwa 5 Fuß (ca. 1,55 m) und waren aus Esche oder Kiefer gefertigt, die Pfeile aus Kiefernholz waren etwa 3 Fuß (ca. 92 cm) lang und an den Enden gefiedert. Auf die Robbenjagd gingen die Beothuk mit 12 Fuß (ca. 3,66 m) langen Harpunen.
Aus Birken- und Fichtenrinde fertigten die Beothuk fast alle Gebrauchsgegenstände des täglichen Lebens, so zum Beispiel das Geschirr zum Essen und Trinken, Behälter, Eimer und Gefäße zum Kochen, aber auch für Haus- und Kanuwände. Tierische Sehnen und flexible Wurzeln bildeten das Material zum Nähen, Binden und Schnüren. Decken und Kleidung waren aus Leder. Kämme schnitzte man aus Karibu-Geweihen und Schmuckanhänger aus Knochen.
Es gab kunstvoll geschnitzte Schmuck-Anhänger aus Knochen, die mit geometrischen Mustern verziert waren. Shanawdithit, eine 1823 von englischen Siedlern gefangene Beothuk-Frau, demonstrierte diese Fertigkeit an Kämmen aus Horn und außerdem gravierte sie mit Hilfe ihrer Zähne Muster von Tieren, Figuren und Blumen in Birkenrinde. Sie hatte offensichtlich ein besonderes Talent zum Zeichnen und kommunizierte mühelos mit einem Wissenschaftler über historische und kulturelle Informationen zu ihrem Volk. Shanawdithit starb 1829 und ist heute bei den Neufundländern sehr populär. Im Jahr 1999 wählten sie die Leser der Zeitung The Telegram zur „bemerkenswertesten Ureinwohnerin“ der letzten 1.000 Jahre.

### Soziale Organisation
Die Gesellschaft der Beothuk war vermutlich patriarchisch ausgerichtet. Bei Männern und Frauen gab es offenbar keine Arbeitsteilung bis auf die Jagd, die eine rein männliche Aufgabe war.
Die Ehe war monogam und patrilokal und Hochzeiten wurden ausgiebig gefeiert, manchmal über 24 Stunden oder länger. Aus Shanawdithits Bericht stammt auch die Information, dass Ehebrecher öffentlich verbrannt und sittliche Vergehen hart bestraft wurden. Häufig wurden aus der Gefangenschaft zurückkehrende Beothuk mit dem Tode bestraft, weil sie über längere Zeit Kontakt mit den Europäern hatten.
Eine Gruppe der Beothuk, die 1811 am Exploits River beobachtet wurde, war in drei getrennte Lager aufgeteilt, die aus je drei oder mehr Wigwams bestanden und von maximal drei Familien bewohnt wurden. Bei Gefahr konnten sie sich schnell zum gemeinsamen Kampf vereinigen. Die Beothuk waren gefürchtete, verwegene Krieger und wurden häufig nur durch die überlegenen Feuerwaffen ihrer Gegner besiegt. Bei feindlichen Zusammenstößen zeigten sie Kaltblütigkeit, aber auch Großmut gegenüber ihren Feinden, waren aber unbarmherzig bei Racheakten. Die Köpfe von feindlichen Opfern steckte man auf Pfähle und die Gruppe tanzte singend darum herum. Das Zeichen für Frieden bestand aus einem Stück Fell oder einem Fichtenzweig.
Persönlicher Besitz, besonders Waffen und Nahrungsvorräte, war bei den Beothuk bekannt. Es war ihnen sehr wohl bewusst, dass sie Unrecht begingen, wenn sie die in ihrer Nachbarschaft lebenden Kolonisten bestahlen.
Nach dem Tode eines Beothuks wurde der Leichnam sorgfältig in Birkenrinde verpackt und zu einer Begräbnisstätte an der Küste gebracht. Es war üblich, die Toten mit Grabbeigaben zu bestatten. Diese bestanden bei Männern aus dem persönlichen Besitz, den Waffen und der Ausrüstung, aber auch aus Kanumodellen und kleinen geschnitzten menschlichen Figuren. Diese sollten laut Shanawdithit den Verstorbenen darstellen. Frauen wurden lediglich in ihrer eigenen Kleidung beerdigt. Beim Tod des Ehegatten unterzog sich der Überlebende einem rituellen Bad. Medizinische Dampfbäder, begleitet von rituellen Gebeten, dienten zur Heilung von Krankheiten.

### Religion
Ein weitverbreiteter Glaube der Beothuk galt der Existenz einer Bindung zwischen Mensch und Tier. Jedes Tier besaß einen Geist, dessen Gunst erworben werden musste, sonst würde der Jäger kein Tier dieser Art mehr erlegen können. So wurden zum Beispiel die Knochen eines Bibers sorgfältig gereinigt und wieder ins Wasser geworfen. Ähnlich verfuhr man mit Zähnen von Elchen und Karibus oder den Krallen von Bären, die als Talismane aufbewahrt wurden und die Geister der Tiere besänftigen sollten. Die Beothuk glaubten an den Großen Geist oder Gitche Manitou, den Schöpfer alles Lebens, und an übernatürliche Wesen.

## Geschichte
Schon seit über 9000 Jahren wird Neufundland von Menschen bewohnt, die Beothuk waren also nicht die ersten, als sie um 200 n. Chr. auf die Insel kamen. Der Legende zufolge sprangen die Beothuk von einem Pfeil oder an einem Pfeil hängend zu Boden. Ihre Überlieferungen deuten auf enge Verbindungen zu Labrador hin, möglicherweise ihr Herkunftsland.
Am Ende des 10. Jahrhunderts erreichten die Wikinger Neufundland und errichteten dort in L’Anse aux Meadows eine Siedlung. In dieser Zeit war es ungewöhnlich warm. Als das Klima im 11. Jahrhundert wieder kälter wurde, verschwanden die Wikinger und die nächsten Europäer kamen erst 500 Jahre später.

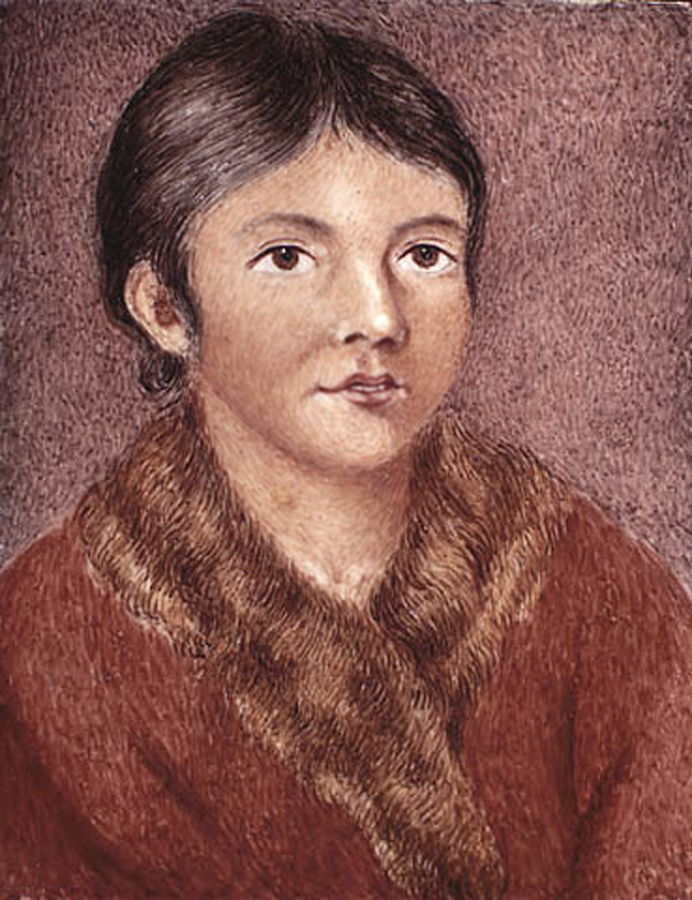
Demasduit (Mary March), 1819.

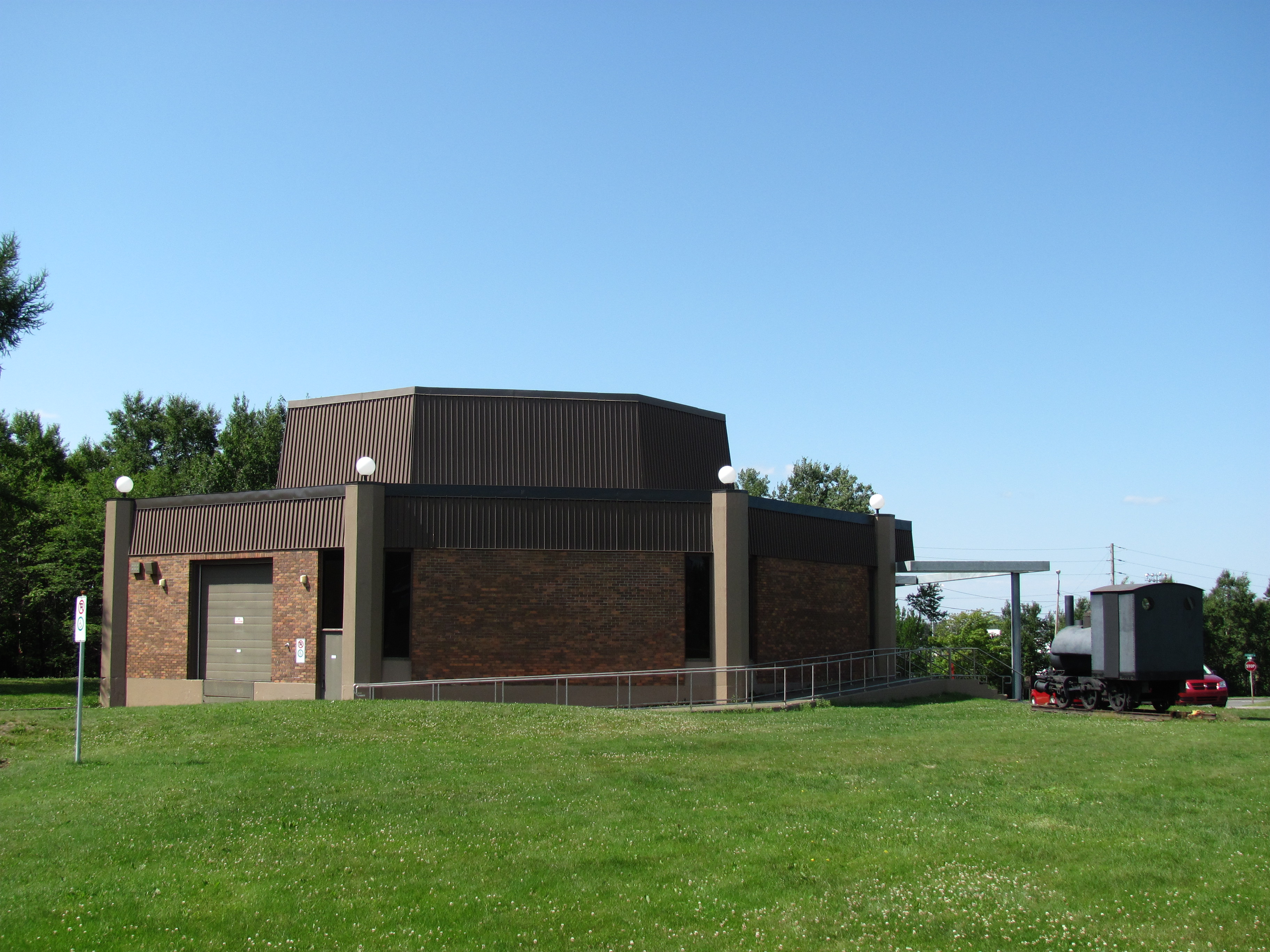
Mary March Provincial Museum

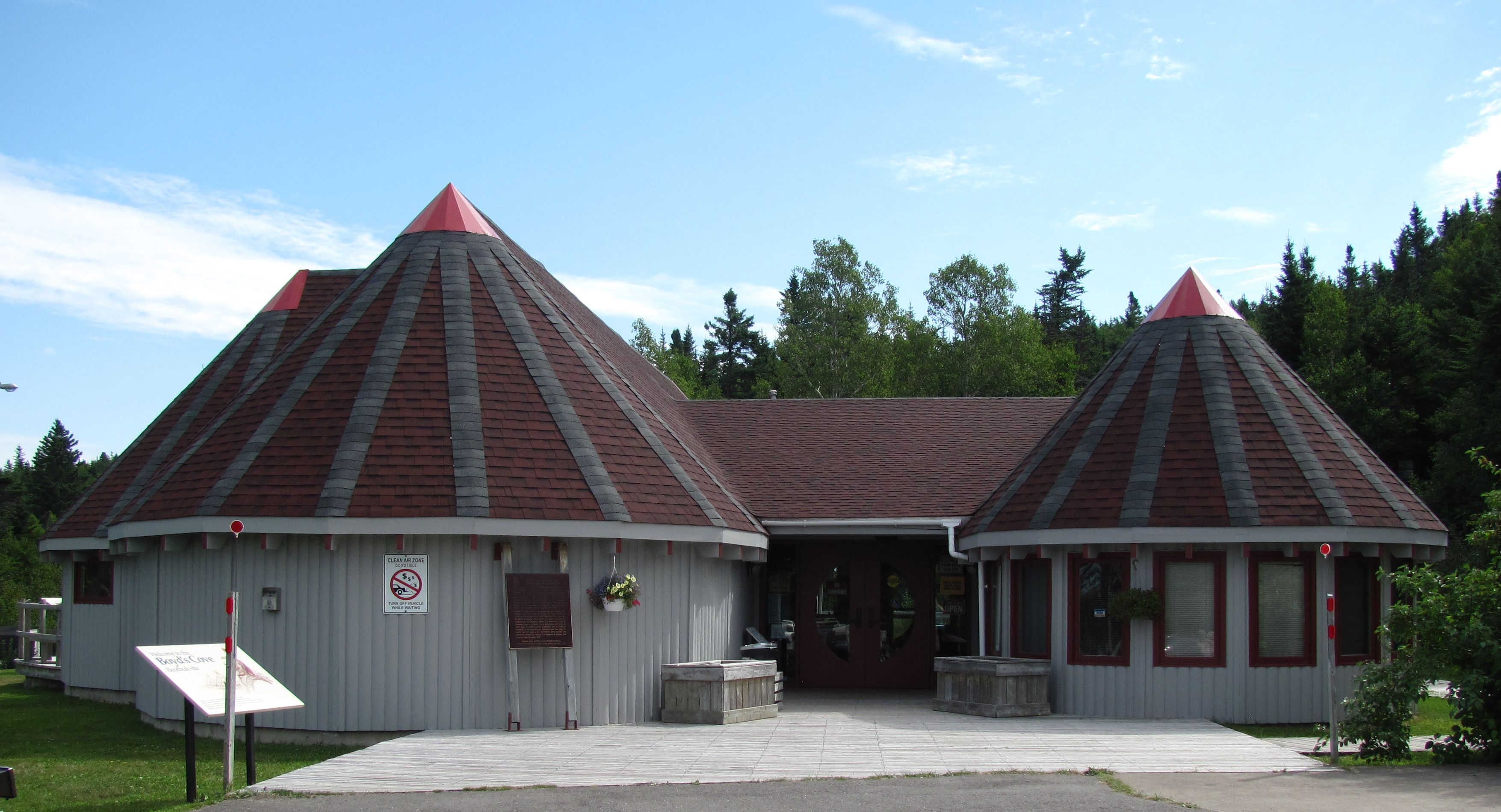
Boyd’s Cove Beothuk Site Museum

Von Jacques Cartier (1534) stammen die frühesten verlässlichen historischen Aufzeichnungen. Es gibt noch weitere Berichte über die einheimische Bevölkerung auf Neufundland, so zum Beispiel von John Cabot und Gaspar de Côrte-Real aus den Jahren 1497 bzw. 1500, doch sie erwähnen nicht den Einsatz von rotem Ocker, dem typischen Erscheinungsmerkmal der Beothuk.
Die ersten Begegnungen zwischen Beothuk und Weißen waren freundlicher Art, das änderte sich aber bald, als die Briten und Franzosen mit der Besiedlung begannen. Interessenskonflikte bei der Jagd und der Küstenfischerei sowie auch fortgesetzte Diebstähle durch Beothuk führten zu wachsenden Spannungen. Die Mi'kmaq vom Kap Breton besuchten jedes Jahr in den Sommermonaten Neufundland wegen der reichen Fischgründe. Die Beziehungen zwischen Beothuk und Mi'kmaq waren immer friedlich gewesen. Doch im Jahr 1613 erschoss ein französischer Fischer einen jungen Beothuk, der ihn bestehlen wollte. Die Beothuk töteten daraufhin aus Rache 37 Franzosen. Die Mi'kmaq waren Verbündete der Franzosen, wurden von diesen mit Feuerwaffen ausgerüstet und zum Krieg gegen die Beothuk angestiftet. Natürlich unterlagen die Beothuk, mussten ihre Nahrungsquellen an der Küste verlassen und flohen ins Innere der Insel. Obwohl die Franzosen Kopfprämien ausgesetzt hatten, gibt es keinen Nachweis, dass Mi'kmaq-Krieger tatsächlich Köpfe von getöteten Beothuk abgeliefert haben.
Die Kriege in Neuengland und Kanada zwischen Franzosen, Engländern und Ureinwohnern berührten Neufundland nur am Rande. Die weißen Siedlungen erstreckten sich entlang der Küsten, und die Bewohner vermieden es weitgehend – aus Furcht vor den Beothuk – ins Innere der Insel vorzudringen. Die Beothuk ihrerseits schlichen sich des Nachts in die Siedlungen, um das begehrte Metall zu stehlen. Weiße Jäger, Fallensteller und Fischer betrachteten es als notwendig, alle Beothuk zu töten, um ihr Eigentum zu schützen. Im 17. und 18. Jahrhundert wurden die Beothuk auf den südöstlichen Teil der Insel zurückgedrängt. Sie wehrten sich durch Überfälle auf die Weißen, um sich europäische Werkzeuge und sonstige Ausrüstung zu beschaffen, während die Angriffe der Weißen im Wesentlichen das Töten der Beothuk zum Ziel hatten. Verschiedene Berichte aus dem 18. Jahrhundert über Gefechte mit Beothuk brüsten sich mit zehnfachem und sogar hundertfachem Mord. Der größte Feind der Beothuk aber war der Hunger. Um 1768 gab es weniger als 400 Angehörige, die meisten von ihnen lebten am Exploits River.
Im späten 18. und frühen 19. Jahrhundert wurden ein paar einzelne Beothuk-Frauen und Kinder gefangen. Die bekanntesten von ihnen waren Demasduit (englischer Name: Mary March) und Shanawdithit (Nancy April), die 1819 und 1823 gefangen wurden.
Im Jahr 1810 erließ die britische Regierung eine offizielle Proklamation, die Beothuk nicht länger zu verfolgen. Aber noch jahrelang wurden Beothuk von britischen Siedlern getötet. Langsam setzte sich ein Wechsel zu einer freundlicheren Haltung in der öffentlichen Meinung durch. Aber es war zu spät, im Jahr 1823 war der Stamm der Beothuk auf eine Handvoll Personen geschmolzen. Mit den Resten der Beothuk, die danach den Exploits River verließen, war keine erfolgreiche Verbindung mehr herzustellen. 1827 konnte trotz einer sorgfältigen Suche durch die Beothuck Institution kein einziger Beothuk mehr gefunden werden. Die letzten Angehörigen sind möglicherweise nach Norden zu ihren ehemaligen Verbündeten in Labrador gezogen. Shanawdithit starb im Jahr 1829, und es ist sehr wahrscheinlich, dass es seit jenem Jahr keine Beothuk mehr in Neufundland gibt.
Die Kultur und Geschichte der Beothuk wird im Mary March Provincial Museum in Grand Falls-Windsor sowie im Boyd’s Cove Beothuk Site Museum in Boyd’s Cove veranschaulicht. Vom letztgenannten Museum führt ein Lehrpfad zu einer kleinen Ebene, auf der zu Beginn der 1980er Jahre die Reste einer Wohnsiedlung der Beothuk aus dem 17. Jahrhundert freigelegt wurden. Zu sehen sind elf flache Gruben, über denen Zelte errichtet waren.

## Heraldik
Auf dem Wappen von Neufundland und Labrador sind zwei mit Pfeil und Bogen bewaffnete Angehörige des Beothuk-Stammes als Schildhalter abgebildet.